# Amalienwalde
Amalienwalde war ein Ort im Kreis Heiligenbeil in Ostpreußen. Seine Ortsstelle liegt heute im Munizipalkreis Rajon Bagrationowsk (Stadtkreis Preußisch Eylau) in der russischen Oblast Kaliningrad (Gebiet Königsberg (Preußen)).

## Geographische Lage
Die Ortsstelle Amalienwaldes liegt im südlichen Westen der Oblast Kaliningrad, 25 Kilometer nordöstlich der früheren Kreisstadt Heiligenbeil (russisch Mamonowo) bzw. 26 Kilometer nordwestlich der heutigen Rajonshauptstadt Bagrationowsk (deutsch Preußisch Eylau).

## Geschichte
1822 ist das Gründungsjahr des Gutsorts Amalienwalde, bei dem sich 300 Meter südwestlich eine Ziegelei befand. Am 11. Juni 1874 kam der Gutsbezirk Amalienwalde zum neu errichteten Amtsbezirk Kukehnen (russisch Ladoschskoje) im ostpreußischen Kreis Heiligenbeil. Am 13. Januar 1888 vergrößerte sich der Gutsbezirk Amalienwalde um das Vorwerk Hermannswalde (kein russischer Name bekannt), das bisher zum Gutsbezirk Groß Klingbeck gehörte, dann aber nach hier umgegliedert wurde. Die Einwohnerzahl Amalienwaldes erhöhte sich, so dass der Ort 120 Einwohner im Jahre 1910 zählte.
Am 30. September 1928 gab Amalienwalde seine Eigenständigkeit auf, als es sich – allerdings ohne Exklave Bruch Wedderau (kein russischer Name bekannt) – mit den Landgemeinden Albenlauk (kein russischer Name bekannt) und Plössen (russisch Priwolnoje) sowie dem Gut Preußisch Wäldchen (kein russischer Name bekannt) zur neuen Landgemeinde Plössen zusammenschloss. Am gleichen Tage wurde die Gemarkung Bruch Wedderau nach Wargitten (russisch Oktjabrskoje) umgegliedert.
Im Zusammenhang der Abtretung des gesamten nördlichen Ostpreußen 1945 in Kriegsfolge an die Sowjetunion verliert sich die Spur Amalienwaldes. Es scheint nicht mehr besiedelt worden zu sein, ein russischer Name ist auch nicht bekannt, auch keine Zuordnung zu einem Dorfsowjet. Heute wird der Ort offiziell nicht mehr erwähnt und gilt als untergegangen.

## Religion
Bis 1945 war Amalienwalde in das Kirchspiel der evangelischen Kirche Zinten (russisch Kornewo) in der Kirchenprovinz Ostpreußen der Kirche der Altpreußischen Union eingepfarrt.

## Verkehr
Die Ortsstelle Amalienwaldes liegt südlich der Regionalstraße 27A-002 (ex R 516, heute auch E 28, frühere Berlinka). Von der nicht mehr existenten Ortsstelle Worwegen nahe der 27A-002-Straßenauffahrt Laduschkin/Kornewo führt ein Landweg über die ebenfalls verlassene Ortsstelle Priwolnoje (Plössen) zur leidlich erkennbaren Ortsstelle Amalienwalde.